# عوفی (آبادان)
عوفی یک روستا در ایران است که در دهستان نوآباد واقع شده‌است. عوفی ۱۳ نفر جمعیت دارد.